# Lerhaga
Lerhaga är en småort i Södertälje kommun, belägen i Tveta socken söder om Södertälje och väster om sjön Lanaren.